# Bavorské korunovační klenoty

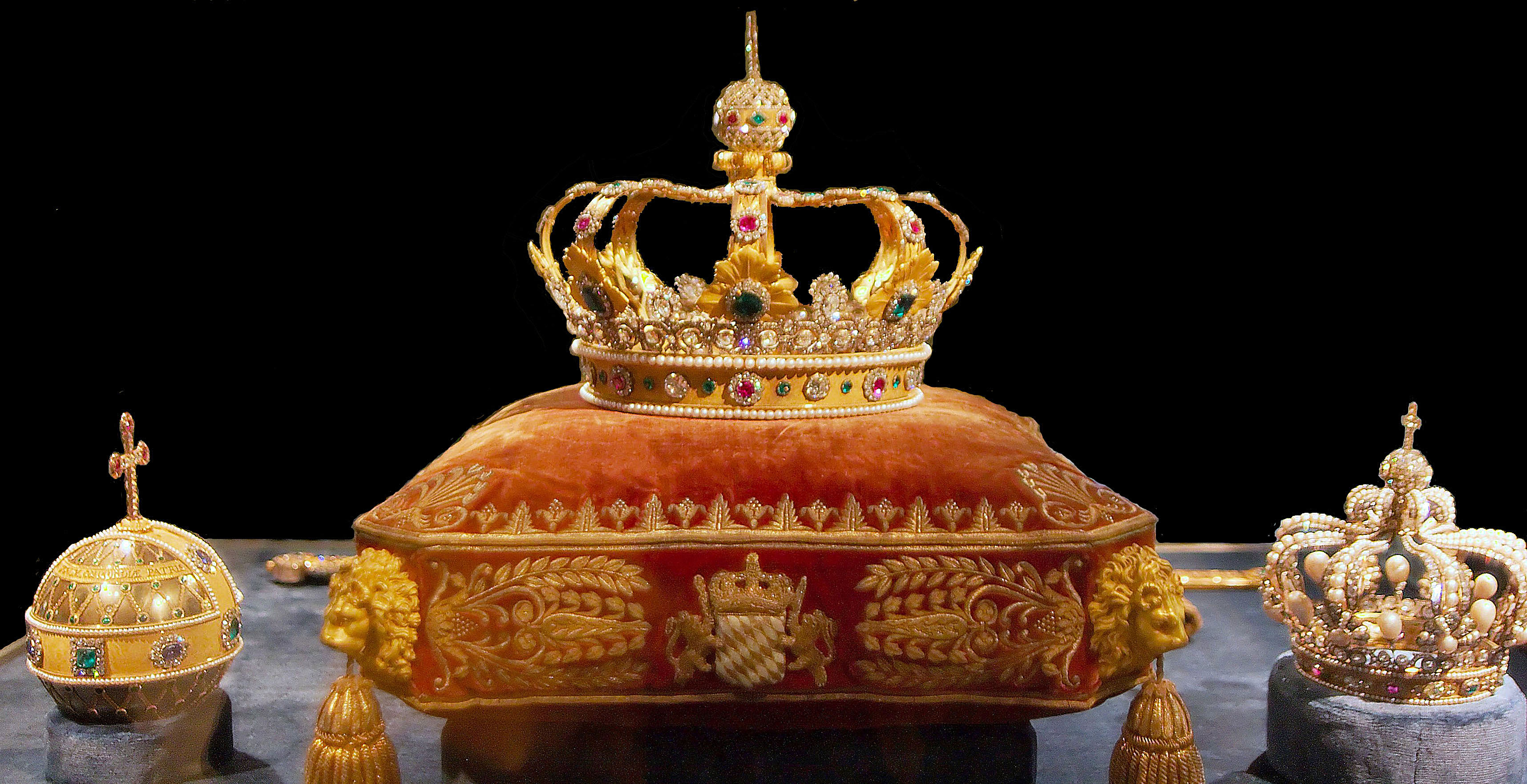
Bavorské korunovační klenoty

Bavorské korunovační klenoty (někdy také Bavorské insignie) byly vytvořeny pro korunovaci Maxmiliána I. Bavorského po vzniku Bavorského království roku 1806.
Soubor klenotů zahrnuje :
- Koruna krále Bavorska – královská koruna, osázená rubíny, diamanty, smaragdy, safíry a perlami;
- Koruna královny Bavorska – byla zhotovena pro tehdejší královnu Karolínu Badénskou. Obsahuje velké perly a velké diamanty;
- 96 cm dlouhý státní meč
- královské jablko – vyrobeno ze zlata;
- 89 cm dlouhé královské žezlo s brilianty, smaragdy a safíry; vrchol je ozdoben malou kulatou korunkou.

Od zániku království roku 1918 a spojením s Německem již Bavorsko krále nemělo, korunovační klenoty jsou ale stále vystavovány v Mnichovské rezidenci.